# Добровлянський Василь Васильович
Василь Васильович Добровлянський (1889—1921) — український ентомолог, керівник Київської ентомологічної станції (1917—1921), член Комітету вивчення фауни УАН і Біологічної секції УАН (1919). Досліджував біологію попелиць України.
На честь дослідника названо вид попелиць Ctenocallis dobrovljanskyi Klodnitsky, 1924.
Син відомого вченого у галузі лісівництва, професора Василя Добровлянського.

## Життєпис
У 1910 році закінчив Київський університет. З 1911 року працював на Київській ентомологічній станції, з 1913 був завідувачем її ентомологічного відділення, з 1917 року очолював цю станцію. У 1918 році здобув ступінь доктора медицини і згодом звання приват-доцента.
У 1919—1920 роках був членом Комітету вивчення фауни УАН і Біологічної секції УАН, проводив дослідження біології попелиць як співробітник Біологічної секції УАН. У 1921 році почав працювати в Зоологічному музеї ВУАН, але невдовзі помер, 17 квітня 1921 року, у віці 31-32 років, у Києві.
Про смерть Василя Добровлянського згадував Т. Г. Добржанський у листі до академіка В. І. Вернадського, відповідно той був знайомий з обома.
Також про смерть Василя Добровлянського згадано у опублікованій праці його колеги Івана Клодницького, який в пам'ять про нього назвав новий вид попелиць, Ctenocallis dobrovljanskyi Klodnitsky, 1924, що залишається загальновизнаним.

## Дослідження
Основні праці присвячені вивченню біології та поширення попелиць, а також заходам боротьби з ними.
У 2000 році В. О. Мамонтова характеризувала доробок Добровлянського як ґрунтовні дослідження з біології попелиць плодових дерев та ягідних чагарників в Україні, зазначаючи, що Добровлянський встановив факт міграції лататтєвої попелиці зі сливових на різні водні рослини, а також описав нові види попелиць.
У 1913 році Василь Добровлянський запропонував виділення двох нових видів попелиць, Aphis mordvilkiana Dobrovljansky, 1913 та Aphis prunorum Dobrovljansky, 1913, які визнавалися протягом 20 століття, але в сучасній систематиці станом на 2024 не приймаються. Aphis mordvilkiana вважається синонімом Aphis idaei van der Goot, 1912, що був описаний лише на рік раніше за публікацію праці Добровлянського. Aphis prunorum наразі вважається синонімом Rhopalosiphum nymphaeae (Linnaeus, 1761).

## Деякі праці
- Добровлянский В. В. 1912. Наблюдения над тлями, вредящими в плодовых садах Киевской губернии. Киев. 12 с.
- Добровлянский В. В. 1913. К биологии тлей плодовых деревьев и ягодных кустов. Киев: Издательство Киевской энтомологической станции. 47 с.
- Добровлянский В. В. 1913. Луговой мотылек, Phlyctaenodes (Botys) sticticalis L., и меры борьбы с ним. Хозяйство. 24: 37.
- Добровлянский В. В. 1913. Вредители полеводства и садоводства по наблюдениям Киевской энтомологической станции в 1912 году. Хозяйство. 29.
- Добровлянский В. В. 1914. Наблюдения над вредителями полеводства и садоводства, произведенные энтомологическим отделением Киевской станции по борьбе с вредителями растений в 1913 году. Хозяйство. 4-5.
- Добровлянский В. В. 1915. Отчет о работах энтомологического отделения Киевской станции по борьбе с вредителями растений за 1914 г. Киев: Издательство Киевской энтомологической станции. 41 с.
- Добровлянский В. В. 1916. Список тлей, встречающихся на культурных растениях в Харьковской губернии. Бюллетень о вредителях сельского хозяйства. 1-6.